# Villoldo (Spanien)
Villoldo ist ein nordspanisches Dorf und Hauptort einer Gemeinde (municipio) mit 339 Einwohnern (Stand: 2024) in der Provinz Palencia in der Autonomen Gemeinschaft Kastilien-León.

## Lage und Klima
Villoldo liegt in der Region Tierra de Campos auf der kastilischen Hochebene in einer Höhe von ca. 790 m am Río Carrión. Die Provinzhauptstadt Palencia befindet sich mit ihrem Stadtzentrum etwa 23 Kilometer (Fahrtstrecke) südsüdöstlich.
Das Klima im Winter ist durchaus kalt, im Sommer dagegen warm bis heiß; die eher spärlichen Regenfälle (ca. 528 mm/Jahr) fallen überwiegend im Winterhalbjahr.

## Bevölkerungsentwicklung
| Jahr      | 1970 | 1981 | 1991 | 2001 | 2011 | 2021 |
| Einwohner | 747  | 541  | 566  | 483  | 387  | 325  |

## Sehenswürdigkeiten

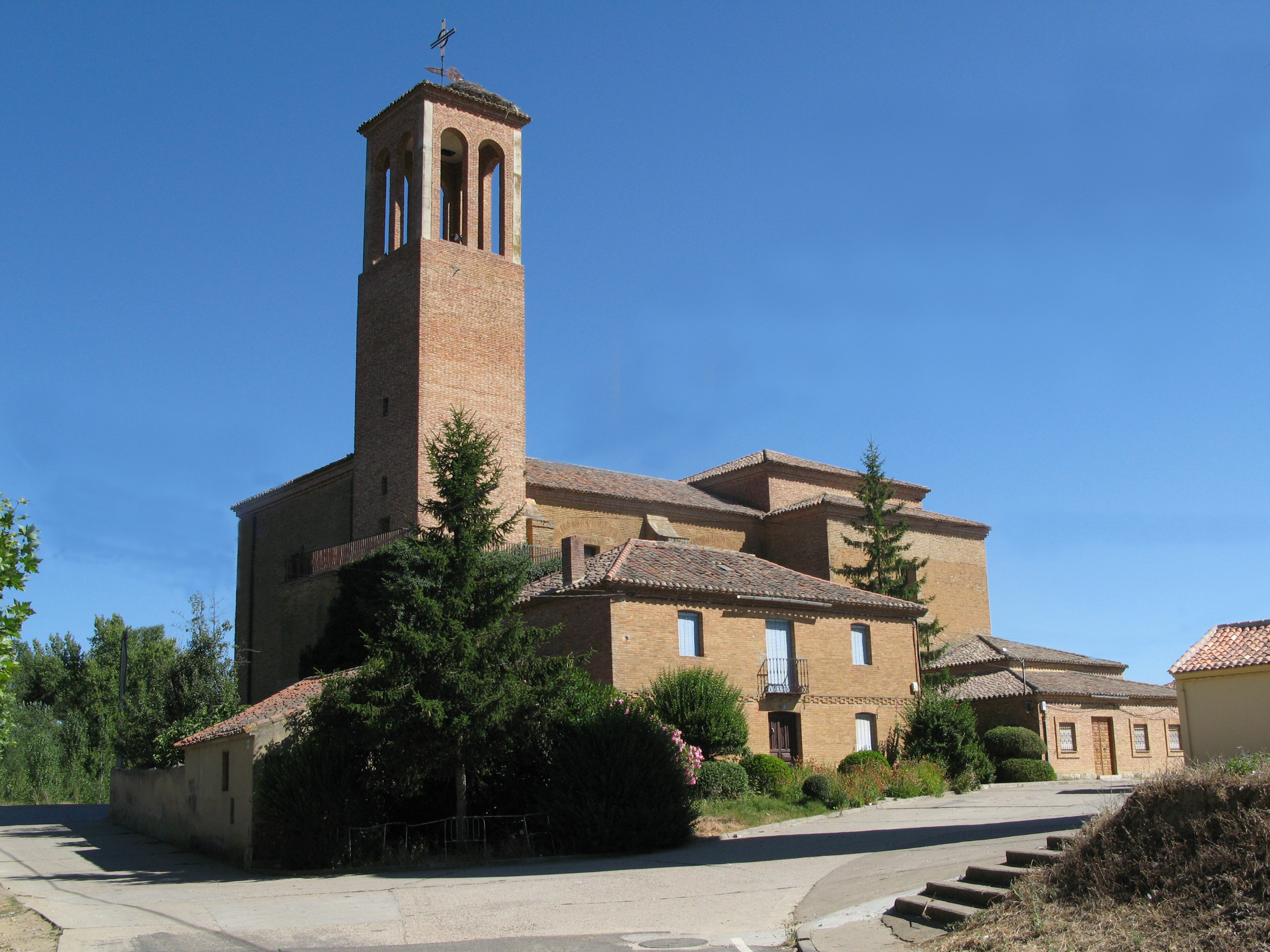
Stephanuskirche
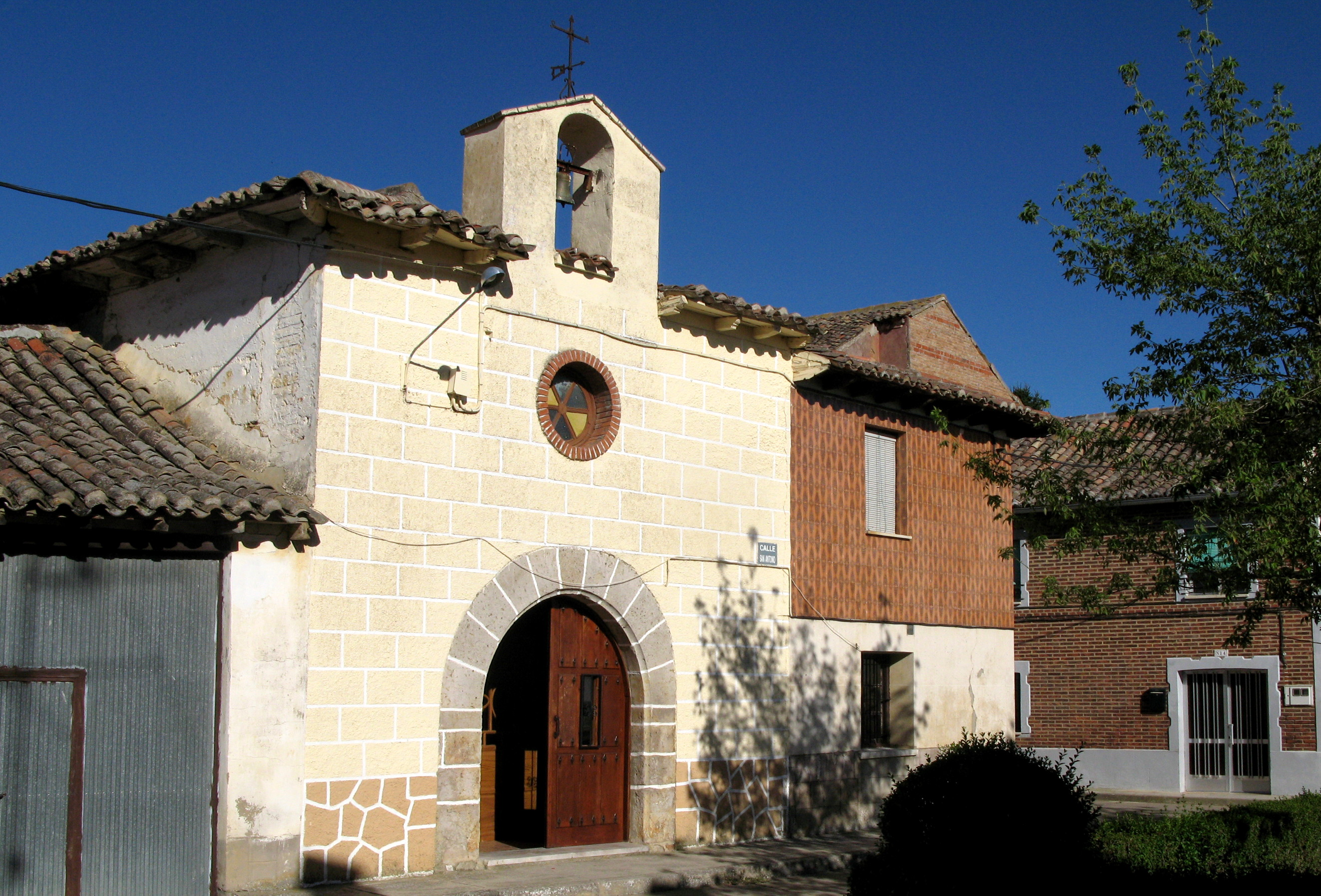
Antoniuskapelle
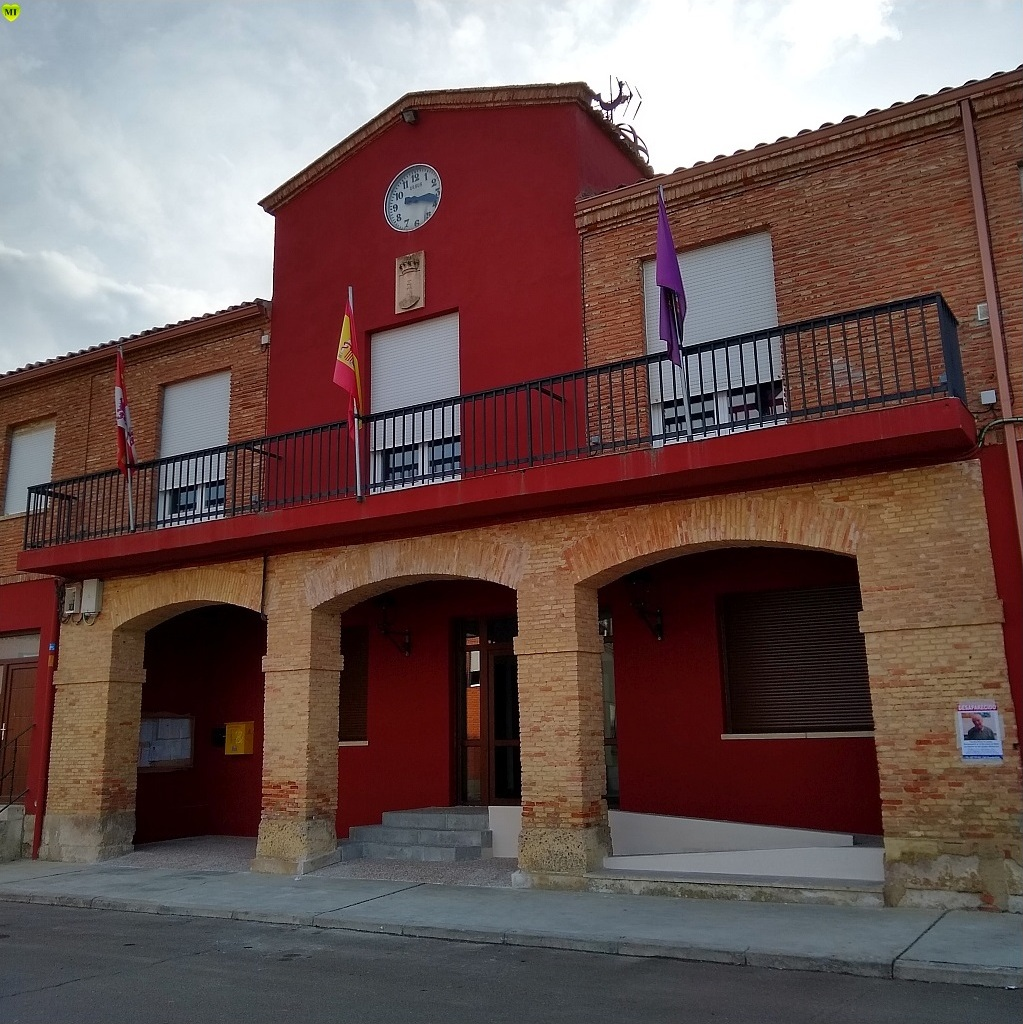
Rathaus

- Stephanuskirche
- Antoniuskapelle
- Rathaus